# هربرت لانگه
هربرت لانگه (۲۹ سپتامبر ۱۹۰۹–۲۰ آوریل ۱۹۴۵) از اعضای اس‌اس با رتبه اشتورمبانفورر و فرمانده اردوگاه مرگ خلمنو تا آوریل ۱۹۴۲ بود. او همچنین سردسته «گروه ویژه اس‌اس لانگه» بود که به کشتار یهودیان گتو ووچ دست زدند. او مسئول چندین جنایت علیه بشریت از جمله کشتن بیماران روانی در لهستان و آلمان در جریان عملیات هومرگی موسوم به عملیات تی۴ بود.
وی در جریان نبرد برلین در حال جنگیدن در برنا بای برلین در ۲۰ آوریل ۱۹۴۵ کشته شد.